# 铁锈味的雨滴
《铁锈味的雨滴》是一部由MGI与TV Thunder制作，夏洛特·奥斯汀与英法·瓦拉哈领衔主演的泰国悬疑剧。此剧改编自“SixTeenSeven”的同名泰语小说，2024年11月23日起每周六晚上9时15分将在泰国One 31播出剪辑版剧集，完整版将通过爱奇艺播出。此剧也是夏洛特·奥斯汀与英法·瓦拉哈继2023年电视剧《只想说爱你》后再度合作之作品。

## 演员阵容
- 夏洛特·奥斯汀 饰演 Cherran Trakulwipatkul，法医科学研究所女医生
- 英法·瓦拉哈 饰演 Tul Chanwimon，新任犯罪科中尉女警官
- Malin Sae-lim 饰演 Methini（May）
- 瑞娜·查塔蒙彩 饰演 Jiu
- 纳帕·维凯伦罗 饰演 Tin Chanwimon，Tul的哥哥
- 纳塔朋·迪洛那瓦立 饰演 Kawin
- 拉塔维·吉沃叻拉 饰演 Jay
- 杰克林·坤万齐提柴 饰演 Rueangrit
- 凡妮莎·赫尔曼 饰演 Thiwa
- 阿提瓦·萨尼翁·那·阿育塔亚 饰演 Big Tech
- Thakrit Patthanaworakit 饰演 Techin
- 康姆克里特·杜昂苏万 饰演 Daensiam
- 吉拉宇·本哇尼 饰演 Wasan
- Pruet Nakprad 饰演 Phu
- 纳帕特·查叻朋帕迪 饰演 Athit

## 制作
- 2024年9月3日，MGI PCL（英语：Miss Grand International (company)）在位于曼谷拉玛九世路BRAVO BKK商场的6楼举行剧集发布会。[3][6]

## 獲獎與提名列表
| 年度   | 頒獎典禮                            | 獎項     | 入圍者           | 結果   |
| ------ | ----------------------------------- | -------- | ---------------- | ------ |
| 2025年 | 第16屆泰國皇家戲劇獎 （短篇劇集類） | 最佳戲劇 | 《铁锈味的雨滴》 | 待公布 |